# Camilla Hove Lund
Camilla Hove Lund (født 3. august 1976 i Hobro) er dansk politiker som tilhører partiet Venstre. Hun er regionsrådmedlem i Region Sjælland og 1. viceborgmester i Holbæk Kommune. Lund forventes at blive Venstres spidskandidat ved regionsrådsvalget i 2025 til den nye Region Østdanmark.

## Politisk karriere
Lund har været medlem af regionsrådet i Region Sjælland siden 2014 og byrådsmedlem i Holbæk Kommune siden 2018. I januar 2019 blev hun formand for Venstres gruppe i byrådet og i februar samme år afløste hun Carsten Andersen fra Venstre som 2. viceborgmester, da han ønskede at fratræde posten. Hun blev 1. viceborgmester efter kommunalvalget 2021.
Lund forventes at blive Venstres spidskandidat til formandsposten i Region Østdanmark som dannes i 2026 ved en fusion mellem Region Hovedstaden og Region Sjælland, da hun er den eneste kandidat til posten.

## Uddannelse og erhverv
Lund er uddannet sygeplejerske på Roskilde Sygeplejeskole og har yderligere en diplomuddannelse i ledelse fra University College Sjælland. Hun var leder i Holbæk Kommune fra 2007 til 2020 og er fra 2020 leder af hjemmepleje og sygepleje i Ringsted Kommune.